# Волфганг Лојцл
Волфганг „Вуф“ Лојцл (13. јануар 1980) је аустријски ски скакач који се такмичи од 1997. године.

## Каријера
Освојио је 5 медаља на светским првенствима, од тога 4 златне (Тим средња скакаоница: 2001, 2005; Тим велика скакаоница: 2005, 2007) и једна бронзана (Тим велика скакаоница: 2001). На средњој скакаоници светског шампионата 2005. Лојцл је био шести у индивидуалном такмичењу. На Светском првенству у скијашким летовима освојио је једну бронзану медаљу као члан репрезентације Аустрије.
Лојцл је шампион Турнеје четири скакаонице за сезону 2008/09. са три победе на 4 скакаонице. На последњој скакаоници у Бишофсхофену је добио максималних 20 поена од сваког судије што су у историји ски скокова успели само Антон Инауер и Казујоши Фунаки.